# Philadelphus palmeri
Philadelphus palmeri là một loài thực vật có hoa trong họ Tú cầu. Loài này được Rydb. miêu tả khoa học đầu tiên năm 1905.